# Tessenderlo
Tessenderlo (Limburgisch: Loei) ist eine ehemalige Gemeinde in der Provinz Limburg in der Region Flandern in Belgien. Am 1. Januar 2025 fusionierte sie mit der Nachbargemeinde Ham zur neuen Gemeinde Tessenderlo-Ham.

## Geschichte
Tessenderlo liegt am Albertkanal und an der Europastraße E313, der Autobahn zwischen Antwerpen und Lüttich, einer der Gründe, warum es in den 1960er Jahren zum ersten belgischen „Industriegebiet von nationaler Bedeutung“ ernannt wurde.
Tessenderlo war Schauplatz einer verheerenden Industriekatastrophe während des Zweiten Weltkriegs, als am 29. April 1942 in der nahe dem Stadtzentrum gelegenen Chemiefabrik Produits Chimiques de Tessenderloo (heute Tessenderlo Group) ein Lagerbestand von 150 Tonnen Ammoniumnitrat explodierte und 189 Menschen in der Fabrik und in der Stadt ums Leben kamen.

## Bauwerke
- Sint Martinuskerk, katholische Pfarrkirche mit bedeutendem spätgotischen Lettner.

## Söhne und Töchter der Stadt
- Bob Verbeeck (* 1960), Mittel- und Langstreckenläufer
- Kate Ryan (* 1980), Sängerin